# Mount GEC
Mount GEC är ett berg i Kanada.   Det ligger i provinsen Alberta, i den centrala delen av landet, 3 100 km väster om huvudstaden Ottawa. Toppen på Mount GEC är 3 130 meter över havet, eller 324 meter över den omgivande terrängen. Bredden vid basen är 2,2 km.
Terrängen runt Mount GEC är huvudsakligen bergig.Trakten runt Mount GEC är nära nog obefolkad, med mindre än två invånare per kvadratkilometer.. Det finns inga samhällen i närheten. 
Trakten runt Mount GEC består i huvudsak av gräsmarker.